# Josep Gatell i Vidal
Josep Gatell i Vidal (Valls, Alt Camp, 1864 - Barcelona, Barcelonès, 1914) va ésser un escultor que presentà un Crist, en alt relleu de fusta, a l'Exposició General de Belles Arts celebrada a Barcelona (1894).
Fou president del Centre Català de Valls (1890), adherit a la Lliga de Catalunya. Dins el context de la Unió Catalanista fou membre del Consell de Representants (1891) i designat delegat a l'Assemblea de Manresa (1892).